# Danh sách đề cử và giải thưởng của Maroon 5
Maroon 5 đã nhận được rất nhiều các giải thưởng và đề cử, bao gồm 3 Giải Grammy trong 11 lần đề cử, 4 Giải Billboard Music trong 29 lần đề cử, 3 Giải Âm nhạc Mỹ và một Giải Video âm nhạc của MTV. Ban nhạc này cũng nhận được 4 đề cử cho Giải Brit.

## Giải thưởng Âm nhạc Mỹ
Giải thưởng Âm nhạc Mỹ là một giải thưởng danh giá được trao hàng năm qua các cuộc thăm dò của những người mua nhạc. Maroon 5 đã giành 3 giải sau 8 lần đề cử.
| 2004                                         |           |
| Maroon 5                                     |           |
| Nghệ sĩ đột phá yêu thích nhất               | Đề cử     |
| 2005                                         |           |
| Maroon 5                                     |           |
| Nghệ sĩ mới đương đại yêu thích nhất         | Đề cử     |
| 2007                                         |           |
| Maroon 5                                     |           |
| Ban nhạc/ Nhóm nhạc Pop/Rock yêu thích nhất  | Đề cử     |
| 2011                                         |           |
| Maroon 5                                     |           |
| Ban nhạc/ Nhóm nhạc Pop/Rock yêu thích nhất  | Đoạt giải |
| 2012                                         |           |
| Maroon 5                                     |           |
| Nghệ sĩ của năm                              | Đề cử     |
| Ban nhạc/ Nhóm nhạc Pop/ Rock yêu thích nhất | Đoạt giải |
| Overexposed                                  |           |
| Album Pop/ Rock yêu thích nhất               | Đề cử     |
| 2013                                         |           |
| Maroon 5                                     |           |
| Nghệ sĩ mới đương đại yêu thích nhất         | Đoạt giải |

## Giải Grammy
Giải Grammy là một giải thưởng âm nhạc danh giá do Viện hàn lâm Khoa học và Nghệ thuật Thu âm Quốc gia Hoa Kỳ trao tặng hàng năm. Maroon 5 đã đoạt 3 giải trong 11 lần đề cử.
| Năm  | Đề cử / Tác phẩm                                 | Giải thưởng                                          | Kết quả   |
| ---- | ------------------------------------------------ | ---------------------------------------------------- | --------- |
| 2005 | Maroon 5                                         | Nghệ sĩ mới xuất sắc nhất                            | Đoạt giải |
| 2005 | "She Will Be Loved"                              | Trình diễn Song ca/Nhóm nhạc pop xuất sắc nhất       | Đề cử     |
| 2006 | "This Love" (Live – Friday the 13th)             | Trình diễn Song ca/Nhóm nhạc pop xuất sắc nhất       | Đoạt giải |
| 2008 | "Makes Me Wonder"                                | Trình diễn Song ca/Nhóm nhạc pop xuất sắc nhất       | Đoạt giải |
| 2008 | It Won't Be Soon Before Long                     | Album pop xuất sắc nhất                              | Đề cử     |
| 2009 | "Won't Go Home Without You"                      | Trình diễn Song ca/Nhóm nhạc pop xuất sắc nhất       | Đề cử     |
| 2009 | "If I Never See Your Face Again" (feat. Rihanna) | Hợp tác giọng pop xuất nhất                          | Đề cử     |
| 2011 | "Misery"                                         | Trình diễn Song ca/Nhóm nhạc pop xuất sắc nhất.      | Đề cử     |
| 2012 | "Moves Like Jagger" (with Christina Aguilera)    | Trình diễn Song ca/Nhóm nhạc pop xuất sắc nhất       | Đề cử     |
| 2013 | "Payphone" (with Wiz Khalifa)                    | Trình diễn Song ca/Nhóm nhạc pop xuất sắc nhất       | Đề cử     |
| 2013 | Overexposed                                      | Album giọng pop xuất sắc nhất                        | Đề cử     |
| 2016 | "Sugar"                                          | Trình diễn Song ca/Nhóm nhạc giọng pop xuất sắc nhất | Đề cử     |